# Powiat lubaczowski
Powiat lubaczowski (w latach 1918–1922 na tym obszarze istniał powiat cieszanowski) – powiat w Polsce (województwo podkarpackie), utworzony w 1999 roku w ramach reformy administracyjnej. Jego siedzibą jest miasto Lubaczów. Najbardziej na wschód wysunięty powiat województwa podkarpackiego, leży w Przemyskiem.
Graniczy z obwodem lwowskim .
Historycznie należy do ziemi bełskiej Rusi Czerwonej, na granicy z ziemią przemyską (powiat jarosławski).
W całości pokrywa się z urzędem rejonowym w Lubaczowie 1990–1998 w woj. przemyskim 1975–1998.
Powiat zamieszkuje 52 756 ludności, a jego powierzchnia stanowi 7,3% powierzchni województwa.
Znajduje się wśród 21 powiatów ziemskich województwa podkarpackiego na miejscach:
- Powierzchnia – 1. miejsce
- Ludność – 19. miejsce
- Gęstość zaludnienia – 19. miejsce

W latach 1856–1866 i 1954–1961 na terenie obecnych powiatów: jarosławskiego, przemyskiego i lubaczowskiego istniał powiat radymniański z siedzibą w Radymnie.

## Podział administracyjny
| Gmina                  | Powierzchnia gminy | Ludność gminy | Gęstość zaludnienia | Siedziba gminy | Ludność siedziby | Odl. m.p. |
| –                      | km²                | os.           | os./km²             | –              | os.              | km        |
| ---------------------- | ------------------ | ------------- | ------------------- | -------------- | ---------------- | --------- |
| Gmina miejska          |                    |               |                     |                |                  |           |
| Lubaczów               | 25,73              | 11 354        | 441,3               | Lubaczów       | 11 354           | 0         |
| Gminy miejsko-wiejskie |                    |               |                     |                |                  |           |
| Cieszanów              | 219,35             | 6 762         | 31                  | Cieszanów      | 1 830            | 10        |
| Narol                  | 203,58             | 7 552         | 37                  | Narol          | 1 997            | 26        |
| Oleszyce               | 151,82             | 6 105         | 40                  | Oleszyce       | 2 822            | 4         |
| Gminy wiejskie         |                    |               |                     |                |                  |           |
| Horyniec-Zdrój         | 203,10             | 4 346         | 22                  | Horyniec-Zdrój | 2 292            | 18        |
| Lubaczów               | 202,86             | 8 960         | 44                  | Lubaczów       | 11 354           | 0         |
| Stary Dzików           | 155,77             | 4 018         | 27                  | Stary Dzików   | 1 186            | 17        |
| Wielkie Oczy           | 146,24             | 3 659         | 25                  | Wielkie Oczy   | 926              | 15        |

Liczba ludności na rok 2023 (w przypadku wsi gminnych 2021)

Źródło: Polska w liczbach

## Historia
Powiat lubaczowski I Rzeczypospolitej istniał w latach 1462–1793. Jednostką nadrzędną było województwo bełskie – województwo Korony Królestwa Polskiego I Rzeczypospolitej, część prowincji małopolskiej.
- Kasztelanowie lubaczowscy
- Starostowie lubaczowscy, m.in.:

Jan Amor Tarnowski,
Adam Mikołaj Sieniawski,
Jerzy August Mniszech,
Jerzy Jazłowiecki,
Otto Chodecki,
Jan Płaza,
Jerzy Ossoliński,
Jan Sebastian Szembek,
Aleksander Michał Lubomirski,
Józef Karol Lubomirski

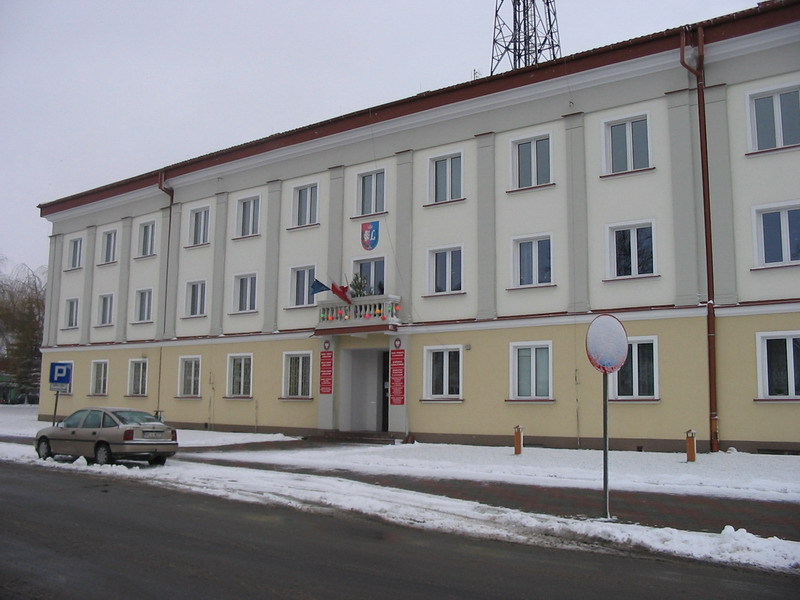
Budynek Starostwa Powiatowego w Lubaczowie

W czasie okupacji powiat lubaczowski zniknął z mapy, a jego ziemie weszły w skład powiatów: Zamość, Biłgoraj i Rawa Ruska. Powiat został reaktywowany w drugiej połowie sierpnia 1944 roku. Wojewoda rzeszowski mianował starostą Andrzeja Bednarza, ludowca z Cewkowa, wicestarostą został Władysław Gustaw, nauczyciel związany z AK. W skład pierwszej Powiatowej Rady Narodowej, utworzonej w styczniu 1945 roku, weszło 38 radnych, do roku 1948 ich liczba wzrosła do 60. Przewodniczącym PRN byli kolejno: 1945/46 – Rudolf Daum, 1946 – Michał Pióro, 1947 – ks. Marian Lisowski, 1948 – Józef Argasiński. Powstały też Urząd Ziemski i Powiatowy Urząd Informacji i Propagandy.
Granice powojennego powiatu zostały zmienione w stosunku do granic sprzed 1939 roku. W 1945 roku z dawnego powiatu jaworowskiego główną, zachodnią część gminy Wielkie Oczy (8 gromad) włączono do powiatu lubaczowskiego. 4 gromady powiatu rawskiego – Dziewięcierz (z gminy Potylicz), Radruż (z gminy Wróblaczyn), Werchrata i Prusie (z gminy Siedliska) – również przyłączono do powiatu lubaczowskiego w nowo utworzonym woj. rzeszowskim. Powiat utracił na rzecz ZSRR jedną gromadę (Hruszów) i jedną w części. Po tych zmianach powiat obejmował 1133 km² i istniał do 31 maja 1975 w kształcie obecnym.

## Położenie geograficzne
Powiat położony jest w obrębie makroregionów geograficznych: Kotliny Sandomierskiej i Roztocza. Obszarowo dominuje wschodnia część Kotliny Sandomierskiej z mezoregionami: Płaskowyżem Tarnogrodzkim i Równiną Biłgorajską. Roztocze zajmuje prawie trzecią część powiatu z mezoregionami: Roztoczem Wschodnim, zwanym też Południowym lub Rawskim i Roztoczem Środkowym.
Płaskowyż Tarnogrodzki wyodrębniający się z Kotliny Sandomierskiej obejmuje płaski obszar wyżyn osiągających od 220–180 m n.p.m. Budują go iły mioceńskie, na których zalegają gliny i piaski czwartorzędowe, a na dość znacznej powierzchni utwory pylaste typu lessów. Ukształtowanie powierzchni i żyzność gleb sprawiają, że region ten ma charakter rolniczy. Piaszczysta Równina Biłgorajska pochyla się w kierunku zachodnim, urozmaicona jest licznymi wydmami i podmokłymi zagłębieniami. Wzdłuż południowej granicy Równiny płynie rzeka Tanew. Występują tam duże kompleksy leśne. Fragment makroregionu Roztocze zbudowany jest głównie z piasków oraz wapieni. Na terenie powiatu lubaczowskiego występują najwyższe – po stronie polskiej – wzniesienia Roztocza: Wielki Dział – 390,4 m n.p.m. i Długi Goraj – 391,5 m n.p.m. Mają one charakter ostańców, pokryte są piaszczystymi i wapiennymi osadami morza mioceńskiego, a poprzecinane rozległymi dolinami wysłanymi grubą warstwą piasków polodowcowych.

## Demografia

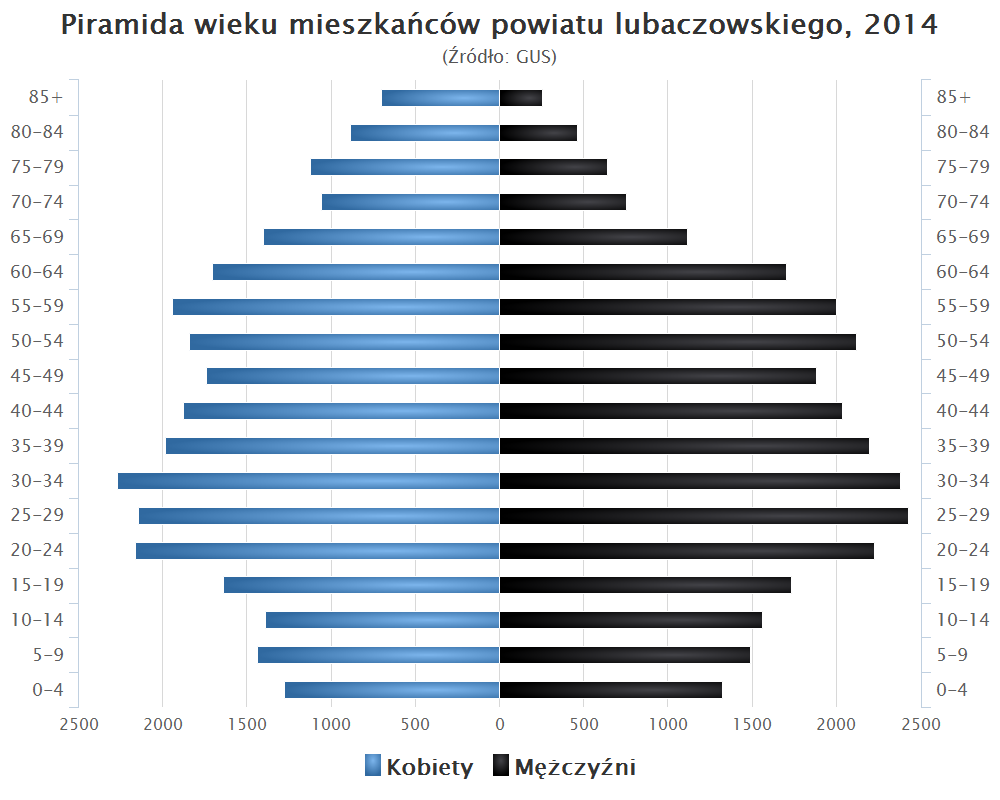
Piramida wieku mieszkańców powiatu lubaczowskiego w 2014 roku

Liczba ludności (dane z 30 czerwca 2005):
|        | Ogółem | Ogółem | Kobiety | Kobiety | Mężczyźni | Mężczyźni |
| osób   | %      | osób   | %       | osób    | %         |           |
| ------ | ------ | ------ | ------- | ------- | --------- | --------- |
| Ogółem | 57 267 | 100    | 28 671  | 50,07   | 28 596    | 49,93     |
| Miasto | 19 640 | 34,30  | 10 070  | 17,58   | 9570      | 16,71     |
| Wieś   | 37 627 | 65,70  | 18 601  | 32,48   | 19 026    | 33,22     |

▶Wieś vs ▶miasto
Ogółem (▶k, ▶m)
Miasto (▶k, ▶m)
Wieś (▶k, ▶m)

## Starostowie lubaczowscy
- Józef Michalik (1999–2018) (PSL)
- Zenon Swatek (2018–2024) (PiS)
- Barbara Broź (od 2024) (PiS)

## Sąsiednie powiaty
- powiat jarosławski
- powiat przeworski
- powiat biłgorajski (lubelskie)
- powiat tomaszowski (lubelskie)
- rejon jaworowski (obwód lwowski, Ukraina)
- rejon lwowski (obwód lwowski, Ukraina)